# علاقات جنوب السودان الخارجية

العلاقات الخارجية لجنوب السودان هي العلاقات بين جمهورية جنوب السودان والدول ذات السيادة والمنظمات الدولية. جاء تأسيس العلاقات بعد تشكيل دولة جنوب السودان في 9 يوليو 2011. أصبحت الدولة الأم السابقة لجنوب السودان السودان أول دولة في العالم تعترف بجنوب السودان.

## السياسة الخارجية
في أعقاب استقلال البلاد مباشرة، كان يُنظر إلى امتياز السياسة الخارجية لجنوب السودان على أنه تحدٍ في السعي إلى تحقيق التوازن بين العلاقات بين الغرب والدول الأفريقية الأخرى والدول العربية. سعى جنوب السودان منذ الاستقلال، إلى التخلص من اعتماده على السودان، ويقال إنه يخطط لإدخال اللغة السواحلية وتوجيه نفسه نحو شرق إفريقيا.

## التسلسل الزمني للعلاقات
كان السودان أول دولة تعترف باستقلال جنوب السودان في 8 يوليو 2011، قبل يوم واحد من الاستقلال. وحذت حذوها أربع ولايات أخرى في 8 يوليو. اعترفت أكثر من 25 دولة بالبلد في 9 يوليو، بما في ذلك جميع الأعضاء الدائمين في مجلس الأمن التابع للأمم المتحدة.
في 14 يوليو 2011، تم قبول جنوب السودان كعضو في الأمم المتحدة بدون تصويت أو اعتراضات أثارها أعضاؤها.
قبل وبعد انضمام جنوب السودان إلى الأمم المتحدة، أصدرت العديد من الدول بيانات رسمية صريحة حول اعترافها الدبلوماسي وأقامت بعض العلاقات الدبلوماسية معها. في أقل من نصف عام، بلغ عدد الاعترافات أكثر من 115 وعدد العلاقات التي تم إنشاؤها أكثر من 50.

### العلاقات الدبلوماسية لجنوب السودان
قائمة الدول التي تربطها علاقات دبلوماسية بجنوب السودان:
| #   | الدولة                                  | التاريخ        |
| --- | --------------------------------------- | -------------- |
| 1   | السودان                                 | 9 يوليو 2011   |
| 2   | مصر                                     | 9 يوليو 2011   |
| 3   | ألمانيا                                 | 9 يوليو 2011   |
| 4   | كينيا                                   | 9 يوليو 2011   |
| 5   | بوتسوانا                                | 9 يوليو 2011   |
| 6   | البرازيل                                | 9 يوليو 2011   |
| 7   | الصين                                   | 9 يوليو 2011   |
| 8   | فرنسا                                   | 9 يوليو 2011   |
| 9   | اليابان                                 | 9 يوليو 2011   |
| 10  | النرويج                                 | 9 يوليو 2011   |
| —   | الجمهورية العربية الصحراوية الديمقراطية | 9 يوليو 2011   |
| 11  | كوريا الجنوبية                          | 9 يوليو 2011   |
| 12  | السويد                                  | 9 يوليو 2011   |
| 13  | المملكة المتحدة                         | 9 يوليو 2011   |
| 14  | الولايات المتحدة                        | 9 يوليو 2011   |
| 15  | كوبا                                    | 10 يوليو 2011  |
| 16  | إرتريا                                  | 11 يوليو 2011  |
| 17  | ناميبيا                                 | 12 يوليو 2011  |
| 18  | موزمبيق                                 | 15 يوليو 2011  |
| 19  | كمبوديا                                 | 22 يوليو 2011  |
| 20  | إسرائيل                                 | 28 يوليو 2011  |
| 21  | روسيا                                   | 22 أغسطس 2011  |
| 22  | هولندا                                  | 9 سبتمبر 2011  |
| 23  | النمسا                                  | 21 سبتمبر 2011 |
| 24  | إسبانيا                                 | 21 سبتمبر 2011 |
| 25  | جنوب إفريقيا                            | 22 سبتمبر 2011 |
| 26  | المجر                                   | 23 سبتمبر 2011 |
| 27  | سلوفينيا                                | 23 سبتمبر 2011 |
| 28  | أستراليا                                | 24 سبتمبر 2011 |
| 29  | مالاوي                                  | 26 سبتمبر 2011 |
| 30  | المكسيك                                 | 26 سبتمبر 2011 |
| 31  | أيسلندا                                 | 29 سبتمبر 2011 |
| 32  | تيمور الشرقية                           | 13 أكتوبر 2011 |
| 33  | تركيا                                   | 13 أكتوبر 2011 |
| 34  | بلجيكا                                  | 14 أكتوبر 2011 |
| 35  | كوريا الشمالية                          | 18 نوفمبر 2011 |
| 36  | الجبل الأسود                            | 21 نوفمبر 2011 |
| 37  | سلوفاكيا                                | 12 ديسمبر 2011 |
| 38  | منغوليا                                 | 20 ديسمبر 2011 |
| 39  | كندا                                    | 22 ديسمبر 2011 |
| 40  | لوكسمبورغ                               | 22 ديسمبر 2011 |
| 41  | صربيا                                   | 3 يناير 2012   |
| 42  | جيبوتي                                  | 11 فبراير 2012 |
| 43  | بنغلاديش                                | 16 فبراير 2012 |
| 44  | إثيوبيا                                 | 27 فبراير 2012 |
| 45  | الهند                                   | 13 مارس 2012   |
| 46  | الدنمارك                                | 4 مايو 2012    |
| 47  | جمهورية أيرلندا                         | 4 مايو 2012    |
| 48  | زيمبابوي                                | 4 مايو 2012    |
| 49  | الصومال                                 | 18 مايو 2012   |
| 50  | إيطاليا                                 | 23 مايو 2012   |
| 51  | سويسرا                                  | 23 مايو 2012   |
| 52  | باكستان                                 | 4 يونيو 2012   |
| 53  | جورجيا                                  | 15 يونيو 2012  |
| 54  | فنلندا                                  | 22 يوليو 2012  |
| 55  | تركمانستان                              | 17 أغسطس 2012  |
| 56  | أوغندا                                  | 3 سبتمبر 2012  |
| 57  | أوكرانيا                                | 25 سبتمبر 2012 |
| 58  | البحرين                                 | 28 سبتمبر 2012 |
| 59  | فيجي                                    | 5 أكتوبر 2012  |
| 60  | نيجيريا                                 | 17 أكتوبر 2012 |
| 61  | أذربيجان                                | 23 أكتوبر 2012 |
| 62  | جمهورية إفريقيا الوسطى                  | 21 نوفمبر 2012 |
| 63  | بوروندي                                 | 28 نوفمبر 2012 |
| 64  | جمهورية التشيك                          | ديسمبر 2012    |
| 65  | بنين                                    | 30 يناير 2013  |
| 66  | بولندا                                  | 31 يناير 2013  |
| 67  | الكويت                                  | 12 فبراير 2013 |
| —   | الكرسي الرسولي                          | 22 فبراير 2013 |
| 68  | جمهورية الكونغو الديمقراطية             | 4 مارس 2013    |
| 69  | الفلبين                                 | 13 مارس 2013   |
| 70  | رومانيا                                 | 17 أبريل 2013  |
| 71  | البرتغال                                | 23 أبريل 2013  |
| 72  | سلطنة عمان                              | 11 يونيو 2013  |
| 73  | سيشل                                    | 24 يوليو 2013  |
| 74  | بيلاروس                                 | 4 سبتمبر 2013  |
| 75  | سريلانكا                                | 25 سبتمبر 2013 |
| 76  | رواندا                                  | 21 أكتوبر 2013 |
| 77  | السعودية                                | 3 ديسمبر 2013  |
| 78  | تايلاند                                 | 12 ديسمبر 2013 |
| 79  | لبنان                                   | 23 مايو 2014   |
| 80  | غانا                                    | 15 سبتمبر 2014 |
| —   | فرسان مالطة                             | 12 نوفمبر 2014 |
| —   | دولة فلسطين                             | 24 يناير 2015  |
| 81  | الأردن                                  | 1 مارس 2015    |
| 82  | الإكوادور                               | 8 مايو 2015    |
| 83  | تونس                                    | 26 يونيو 2015  |
| 84  | الجزائر                                 | 9 سبتمبر 2015  |
| 85  | غينيا الإستوائية                        | 8 أكتوبر 2015  |
| 86  | تنزانيا                                 | 11 أبريل 2016  |
| 87  | أنغولا                                  | 10 يونيو 2016  |
| 88  | الإمارات العربية المتحدة                | 23 يونيو 2016  |
| 89  | المغرب                                  | 2 فبراير 2017  |
| 90  | موريتانيا                               | 3 يوليو 2017   |
| 91  | إستونيا                                 | 18 سبتمبر 2017 |
| 92  | فنزويلا                                 | 22 سبتمبر 2017 |
| 93  | جزر القمر                               | 17 مايو 2018   |
| 94  | فيتنام                                  | 21 فبراير 2019 |
| 95  | نيكاراغوا                               | 22 يوليو 2019  |
| 96  | قطر                                     | 10 سبتمبر 2020 |
| 97  | لاتفيا                                  | 23 سبتمبر 2021 |
| 98  | قبرص                                    | 24 سبتمبر 2021 |
| 99  | البوسنة والهرسك                         | 27 أكتوبر 2021 |
| 100 | كرواتيا                                 | 16 نوفمبر 2021 |
| 101 | نيبال                                   | 28 مارس 2022   |
| 102 | السنغال                                 | 19 يوليو 2022  |
| 103 | إندونيسيا                               | 20 سبتمبر 2022 |
| 104 | جمهورية الدومينيكان                     | 11 أبريل 2023  |
| 105 | المالديف                                | 4 مايو 2023    |
| 106 | النيجر                                  | 19 يوليو 2023  |
| 107 | اليونان                                 | 20 مارس 2024   |
| 108 | ليبيا                                   | 20 مارس 2024   |
| 109 | ماليزيا                                 | 20 مارس 2024   |
| 110 | الكاميرون                               | غير معروف      |
| 111 | الغابون                                 | غير معروف      |
| 112 | غينيا                                   | غير معروف      |
| 113 | ساحل العاج                              | غير معروف      |
| 114 | سيراليون                                | غير معروف      |
| 115 | زامبيا                                  | غير معروف      |

### المنظمات الدولية
أصبح جنوب السودان عضوا في الأمم المتحدة في 13 يوليو 2011. انضمت إلى الاتحاد الأفريقي في 27 يوليو 2011. كما أنها عضو في: الاتحاد البرلماني الدولي، ومنظمة الشرطة الجنائية الدولية (الإنتربول)، ومؤسسة التنمية الدولية (IDA)، والاتحاد الدولي لجمعيات الصليب الأحمر والهلال الأحمر (IFRCS)، والصندوق الدولي للتنمية الزراعية (IFAD)، والمنظمة الدولية للهجرة (IOM).
قام جنوب السودان أيضًا بتقديم طلب أو في مرحلة التقديم إلى السوق المشتركة لشرق وجنوب إفريقيا، كمنولث الأمم، مجموعة شرق أفريقيا، الهيئة الحكومية الدولية المعنية بالتنمية ، وصندوق النقد الدولي، والبنك الدولي. كما تم ضمان عضوية جنوب السودان في جامعة الدول العربية، إذا قررت متابعة العضوية، على الرغم من أنها قد تختار أيضًا الحصول على صفة مراقب. وقد تسعى أيضًا إلى الانضمام إلى منظمة التعاون الإسلامي، التي أعربت عن اهتمامها بمنح جنوب السودان القبول على الرغم من عدم كونها دولة ذات أغلبية مسلمة.
في 24 يوليو 2011، قال الرئيس سالفا كير لرئيس الجمعية التشريعية لشرق أفريقيا أنه يأمل أن تفكر جماعة شرق إفريقيا في تسريع انضمام جنوب السودان إلى المنظمة فوق الوطنية. يُعتقد أن جنوب السودان من المحتمل جدًا أن ينضم إلى EAC، ولكن لم يتم حتى الآن تحديد جدول زمني دقيق للقبول علنًا.
| منظمة عالمية                     | الحالة |
| -------------------------------- | --- |
| الاتحاد الأفريقي (AU)            | أصبح جنوب السودان الدولة 54 للاتحاد الأفريقي في 12 يوليو 2011. |
| جامعة الدول العربية              | ترغب جامعة الدول العربية في أن تصبح جنوب السودان دولة عضو. ومع ذلك، لا يوجد في جنوب السودان أغلبية عربية وفي جنوب السودان هناك معارضة شديدة للانضمام.                                                   |
| مجموعة شرق أفريقيا (EAC)         | عضوية جنوب السودان في EAC هي المفضلة من قبل جميع الأعضاء. |
| اللجنة الأولمبية الدولية (IOC)   | ليس لدى جنوب السودان حتى الآن لجنة أولمبية وطنية. عداء ماراثون جنوب سوداني تنافس كأولمبي مستقل في أولمبياد لندن 2012 . في 7 نوفمبر 2015 ، أصبح جنوب السودان الدولة العضو 206 باللجنة الأولمبية الدولية. |
| الأمم المتحدة (UN)               | في 14 يوليو، أصبح جنوب السودان الدولة الـ193 الأعضاء في الأمم المتحدة. |
| الاتحاد الدولي لكرة القدم (FIFA) | في 25 مايو 2012، أصبح جنوب السودان العضو 209 في FIFA. |

## التمثيل في جنوب السودان
قامت الولايات المتحدة الأمريكية بترقية قنصليتها في جوبا إلى سفارة، وكان ذلك في 9 يوليو 2011م. وهذا ما فعلته فرنسا أيضًا. كما أعلنت السودان أنها تخطط لفتح سفارة في جوبا عند الاستقلال. كما اعلنت مصر أنها تنوي تحويل قنصليتها الحالية في جوبا إلى سفارة كاملة. كما افتتحت المملكة المتحدة سفارة في جنوب السودان في 16 سبتمبر عام 2011م، وقدم سفراء المملكة المتحدة والنرويج أوراق اعتمادهم، وكانوا أول من فعل ذلك. وفي 15 توفمبر من نفس العام قدم سفراء كل من الصين وألمانيا وكينيا أوراق اعتمادهم.

## العلاقات الثنائية

### أفريقيا
- (جزر القمر) قدم أول سفير لجنوب السودان لدى جزر القمر أوراق اعتماده في عام 2018م.[113]
- (مصر) كانت مصر واحدة من أربع دول اعترفت بجنوب السودان كدولة مستقلة منذ اليوم الأول.[114]
- (السودان) منذ الاستقلال، كانت العلاقات مع السودان قيد التفاوض.[115] أعلن الرئيس السوداني آنذاك عمر البشير لأول مرة، في يناير 2011، أنه سيتم السماح بالجنسية المزدوجة في الشمال والجنوب، ولكن بعد استقلال جنوب السودان تراجع عن العرض. وقدم اقتراح باتحاد يكون على غرار الاتحاد الأوربي.[116] في فبراير 2012، تم التوصل إلى اتفاق بموجبه يمكن لمواطني البلدين العيش والعمل وامتلاك الممتلكات في كلا البلدين، والسفر بحرية بين البلدين.[117]
- (أوغندا) قبل الاستقلال، كانت العلاقات بين الدولتين تتعزز من خلال الاتصالات الثقافية مثل وجود الطلاب من جنوب السودان في أوغندا. ومع اقتراب الاستقلال، بدأت الدولتان في تعزيز علاقاتهما الاقتصادية. ومع ذلك، كان وجود جيش الرب للمقاومة في جنوب السودان حجر عثرة.

### أوربا
- (الدنمارك) قدم أول سفير لجنوب السودان لدى الدنمارك أوراق اعتماده في عام 2016م.[118]

### الأمريكتين
| الدولة              | بداية العلاقات الرسمية | ملاحظات |
| ------------------- | ---------------------- | --- |
| الأرجنتين           | N/A                    | - اعترفت الارجنتين بجنوب السودان في 2 اغسطس عام 2011م.                                                                               |
| كندا                | 22 ديسمبر 2011         | - اعترفت كندا بجنوب السودان في 7 يوليو عام 2011م. - كندا لديها سفارة في جوبا.                                                        |
| تشيلي               | N/A                    | - اعترفت تشيلي بجنوب السودان في 7 يوليو 2011م.                                                                                       |
| البرازيل            | 9 يوليو 2011           | - أقامت البلدان علاقات دبلوماسية فيما بينهما في 9 يوليو عام 2011م.                                                                   |
| كولومبيا            | N/A                    | - اعترفت كمبوديا بجنوب السودان في 16 يوليو 2011م.                                                                                    |
| كوبا                | 10 يوليو 2011          | - اعترفت كوبا بجنوب السودان في 9 يوليو عام 2011م.                                                                                    |
| جمهورية الدومينيكان | 11 أبريل 2023          | |
| الإكوادور           | 8 مايو 2015            | |
| غيانا               | N/A                    | - اعترفت غيانا بجنوب السودان في 14 يوليو 2011م.                                                                                      |
| جامايكا             | N/A                    | - اعترفت جامايكا بجنوب السودان في 6 أكتوبر عام 2011م.                                                                                |
| المكسيك             | 26 سبتمبر 2011         | - اعترفت المكسيك بجنوب السودان في 14 يوليو عام 2011م. - المكسيك معتمدة من قبل جنوب السودان من خلال سفارتها في أديس أبابا.            |
| نيكاراغوا           | 22 يوليو 2019          | |
| بنما                | N/A                    | - اعترفت بنما بجنوب السودان في 18 أغسطس 2011م.                                                                                       |
| بيرو                | N/A                    | - اعترفت بيرو بجنوب السودان في 14 يوليو 2011م.                                                                                       |
| سورينام             | N/A                    | - اعترفت سورينام بجنوب السودان في 20 يوليو 2011م.                                                                                    |
| الولايات المتحدة    | 9 يوليو 2011           | - الولايات المتحدة اعترفت بجنوب السودان، وبدأت معها علاقاتها الدبلوماسية في 9 يوليو عام 2011م. - لدى الولايات المتحدة سفارة في جوبا. |
| الأوروغواي          | N/A                    | - اعترفت الاوروغواي بجنوب السودان في 13 يوليو عام 2011م.                                                                             |
| فنزويلا             | 22 سبتمبر 2017         | - فنزويلا اعترفت بجنوب السودان في 26 ديسمبر عام 2011م.                                                                               |

## آسيا
| الدولة                   | بداية العلاقات الرسمية | ملاحظات |
| ------------------------ | ---------------------- | --- |
| أرمينيا                  | N/A                    | - اعترفت أرمينيا بجنوب السودان في 9 يوليو عام 2011م. |
| أذربيجان                 | 23 أكتوبر 2012         | |
| البحرين                  | 28 سبتمبر 2012         | - اعترفت البحرين بجنوب السودان في 10 يوليو 2011م. |
| بنغلاديش                 | 16 فبراير 2012         | - اعترفت بنغلاديش بجنوب السودان في 20 يوليو عام 2011م. |
| كمبوديا                  | 22 يوليو 2011          | - اعترفت كمبوديا بجنوب السودان في 9 يوليو عام 2011م. |
| الصين                    | 9 يوليو 2011           | - اعترفت الصين بجنوب السودان، واقامت معها علاقات دبلوماسية في 9 يوليو عام 2011م |
| جورجيا                   | 15 يونيو 2012          | |
| الهند                    | مارس 2012              | - اعترفت الهند بجنوب السودان في 9 يوليو 2011م، وفي مارس 2012م، قامت بترقية قنصليتها في جوبا إلى سفارة . |
| إندونيسيا                | 20 سبتمبر 2022         | - اعترفت إندونيسيا بجنوب السودان في 12 يوليو عام 2011. |
| إسرائيل                  | 28 يوليو 2011          | - اعترفت إسرائيل بجنوب السودان في 10 يوليو عام 2011م. بدأت العلاقات بين البلدين باعتراف إسرائيل بجنوب السودان بعد يوم واحد من استقلاله، وقد اعلن جنوب السودان في الأسبوع التالي عن نيته في إقامة علاقات دبلوماسية كاملة مع إسرائيل، وهو ما تم بالفعل في 28 يوليو 2011م، وكان ذلك بمثابة هدية كبيرة لإسرائيل، حيث لم يكن للسودان علاقات دبلوماسية مع إسرائيل ولم يعترف أبدًا بالسيادة الإسرائيلية. كما ظهرت العلاقات الأقتصادية بين البلدين، حيث أجرت العديد من الشركات الإسرائيلية محادثات بشأن صفقات تجارية مختلفة. |
| إيران                    | N/A                    | - اعترفت إيران بجنوب السودان في 16 يوليو 2011م. |
| اليابان                  | 9 يوليو 2011           | - أقامت اليابان علاقاتها الدبلوماسية مع جنوب السودان في 9 يوليوة 2011م. |
| الأردن                   | Before 1 مارس 2015     | - اعترفت الأردن بجنوب السودان في 9 يوليو عام 2011م. |
| كازاخستان                | N/A                    | - اعترفت كازاخستان بجنوب السودان في 15 يوليو 2011م. |
| الكويت                   | 12 فبراير 2013         | |
| قرغيزستان                | N/A                    | - اعترفت قرغيزستان بجنوب السودان في 14 يوليو 2011م. |
| لاوس                     | N/A                    | - اعترفت لاوس بجنوب السودان في 26 ديسمبر 2011م. |
| لبنان                    | 23 مايو 2014           | - اعترفت لبنان بجنوب السودان في 18 يوليو عام 2011م. |
| ماليزيا                  | 20 مارس 2024           | |
| المالديف                 | 4 مايو 2023            | - اعترفت المالديف بجنوب السودان في 9 يوليو عام 2011م. |
| منغوليا                  | 20 ديسمبر 2011         | |
| نيبال                    | 28 March 2022          | |
| كوريا الشمالية           | 18 نوفمبر 2011         | - اعترفت كوريا الشمالية بجنوب السودان في 15 يوليو 2011م. |
| سلطنة عمان               | 11 يونيو 2013          | |
| باكستان                  | 4 يونيو 2012           | - اعترفت باكستان بجنوب السودان في 22 يوليو 2011م. |
| الفلبين                  | 13 مارس 2013           | - اعترفت الفلبين بجنوب السودان في 1 أغسطس عام 2011م. |
| قطر                      | 10 سبتمبر 2020         | - اعترفت قطر بجنوب السودان في 9 يوليو غام 2011م. |
| السعودية                 | Before 3 December 2013 | - اعترفت المملكة العربية السعودية بجنوب السودان في 11 يوليو عام 2011م |
| سنغافورة                 | N/A                    | - اعترفت سنغافورة بجنوب السودان في 14 يوليو 2011م. |
| كوريا الجنوبية           | 9 يوليو 2011           | - اعترفت جنوب كوريا بجنوب السودان في 9 يوليو عام 2011م. |
| سريلانكا                 | 25 سبتمبر 2013         | |
| تايلاند                  | 12 ديسمبر 2013         | - اعترفت تايلاند بجنوب السودان في 6 سبتمبر عام 2011م. |
| تركيا                    | 2011                   | أقامت الدولتان علاقات دبلوماسية في عام 2012م. - اعترفت تركيا بجنوب السودان في 9 يوليو عام 2011م. - جنوب السودان لديه سفارة في أنقرة. - لدى تركيا سفارة في جوبا. - بلغ حجم التجارة بين البلدين في 2019م حوالي 3.2 مليون دولار أمريكي. |
| تركمانستان               | 17 أغسطس 2012          | |
| الإمارات العربية المتحدة | Before April 2019      | - الإمارات العربية المتحدة اعترفت بجنوب السودان في 11 يوليو عام 2011م. |
| فيتنام                   | 21 فبراير 2019         | - فيتنام اعترفت بجنوب السودان في 10 يوليو 2011م. |
| اليمن                    | N/A                    | - اليمن اعترفت بجنوب السودان في 9 أكتوبر 2011. |

## أوقانوسيا
| الدولة        | بداية العلاقات الرسمية | ملاحظات |
| ------------- | ---------------------- | --- |
| أستراليا      | 24 سبتمبر 2011         | - اعترفت أستراليا بجنوب السودان في 9 يوليو 2011م. - أستراليا معتمدة من قبل جنوب السودان من خلال سفارتها في أديس أبابا- إثيوبيا. |
| فيجي          | 25 سبتمبر 2012         | - فيجي معتمدة من قبل جنوب السودان من خلال سفارتها في أديس أبابا.                                                                |
| تيمور الشرقية | 13 أكتوبر 2011         | |
| فانواتو       | N/A                    | - اعترفت فانواتو بجنوب السودان في 28 سبتمبر عام 2011م.                                                                          |

## جنوب السودان ورابطة الأمم
تقدم جنوب السودان بطلب للحصول على العضوية الكاملة في الكومنولث. وفي حال قبوله، سيصبح جنوب السودان أحدث جمهوريات دول الكومنولث.